# Rando Kaljuvee
Rando Kaljuvee (* 22. Juli 1991) ist ein ehemaliger estnischer Biathlet und Skilangläufer.
Rando Kaljuvee startete für den Skiclub Elva. Von 2009 bis 2014 startete er international in Skilanglaufrennen, dem Scandinavian Cup, dem Skilanglauf-Marathon-Cup und in FIS-Rennen sowie bei nationalen Skilanglauf-Meisterschaften ohne dabei herausragende Ergebnisse zu erreichen. Im Biathlon nahm er in Kontiolahti bei den Biathlon-Juniorenweltmeisterschaften 2012 an seinen ersten internationalen Meisterschaften teil. Im Sprint wurde er 68. das Einzel bestritt er trotz Meldung nicht. Erste Meisterschaft bei den Männern wurden die Sommerbiathlon-Europameisterschaften 2013 in Haanja, bei denen Kaljuvee 30. des Sprints und 24. der Verfolgung wurde.